# Distrikt Yungay

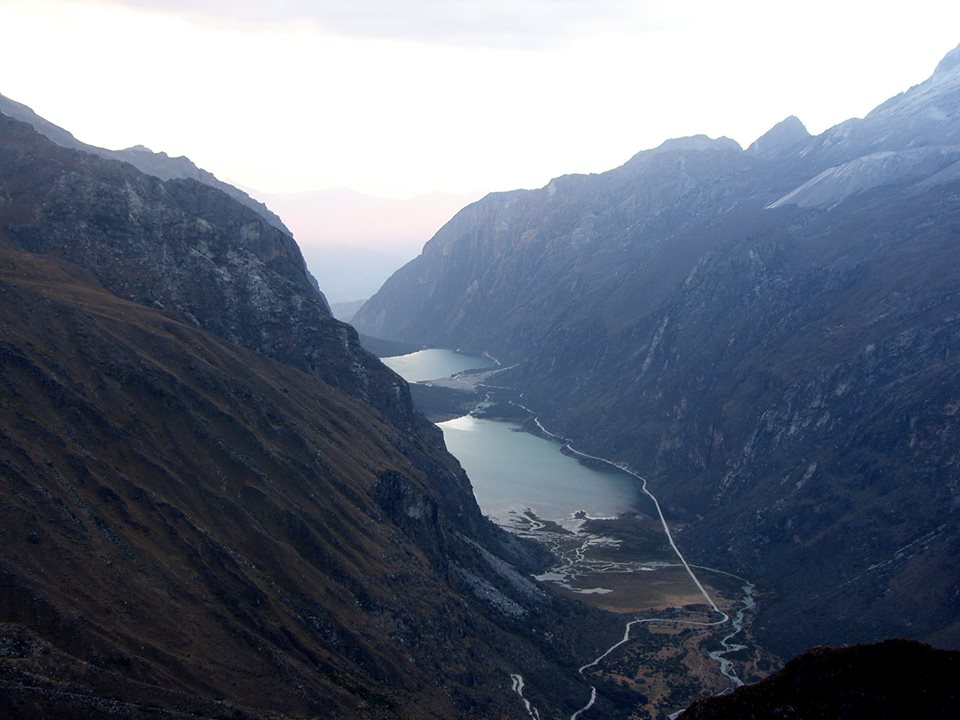
Blick auf das Llanganuco-Tal mit den Seen Laguna Orconcocha und Laguna Chinancocha

Der Distrikt Yungay liegt in der Provinz Yungay in der Region Ancash in West-Peru. Der am 28. Oktober 1904 gegründete Distrikt hat eine Fläche von 276,68 km². Beim Zensus 2017 lebten 20.070 Einwohner im Distrikt Yungay. Im Jahr 1993 lag die Einwohnerzahl bei 17.324, im Jahr 2007 bei 20.075. Verwaltungssitz ist die im Hochtal Callejón de Huaylas unweit des rechten Flussufers des Río Santa auf einer Höhe von 2458 m gelegene Kleinstadt Yungay.

## Geographische Lage
Der Distrikt Yungay befindet sich im zentralen Norden der Provinz Yungay. Er besitzt eine Längsausdehnung in SW-NO-Richtung von 25 km. Der Río Santa fließt entlang der südwestlichen Distriktgrenze nach Norden. Der Distrikt erstreckt sich über die Flusstäler dessen rechter Nebenflüsse Quebrada Llanganuco und Quebrada Huaytapallana. Im Llanganuco-Tal liegen die Seen Laguna Orconcocha und Laguna Chinancocha. Der vergletscherte Nevado Huascarán, mit 6768 m höchster Berg der Cordillera Blanca, erhebt sich an der östlichen Distriktgrenze. Weitere Berge, die den Distrikt einrahmen sind: Chopicalqui (6354 m), Yanapaqcha (5460 m), Chacraraju (6108 m), Pisco (5765 m) und Huandoy (6395 m). Der in der Cordillera Blanca gelegene Teil des Distrikts liegt innerhalb des Nationalparks Huascarán.
Der Distrikt Yungay grenzt im Nordwesten an den Distrikt Caraz (Provinz Huaylas), im Nordosten an den Distrikt Yanama, im Osten an den Distrikt Shilla (Provinz Carhuaz), im Süden an den Distrikt Mancos sowie im Südwesten an die Distrikte Ranrahirca, Matacoto und Pueblo Libre (letzterer in der Provinz Huaylas).